# روتس راتوس
روتس راتهاوس ( تُلفظ بالألمانية: [ˈʁoːtəs ˈʁaːtˌhaʊs]، قاعة المدينة الحمراء ) هي قاعة مدينة برلين، وتقع في حي مته في Rathausstraße بالقرب من ميدان ألكسندر. وهي موطن العمدة الحاكم والحكومة ( مجلس الشيوخ في برلين ) لولاية برلين الفيدرالية. يعود اسم المبنى التاريخي إلى تصميم الواجهة باستخدام طوب الكلنكر الأحمر.

## التاريخ
تم بناء فندق Rathaus بين عامي 1861 و1869 بأسلوب عصر النهضة العالية في شمال إيطاليا على يد Hermann Friedrich Waesemann. تم تصميمه على غرار قاعة المدينة القديمة في Thorn (اليوم تورون، بولندا )، في حين تذكر الهندسة المعمارية للبرج ببرج كاتدرائية لاون في فرنسا. استبدلت العديد من المباني الفردية التي يرجع تاريخها إلى العصور الوسطى وتحتل الآن كتلة مدينة كاملة.

تضرر المبنى بشدة من قصف الحلفاء في الحرب العالمية الثانية وأعيد بناؤه إلى الخطط الأصلية بين 1951 و1956. ال Neues Stadthaus، الذي نجا من القصف وكان سابقًا المكتب الرئيسي للتأمين ضد الحرائق البلدية في برلين Feuersozietät في Parochialstraße خدم كقاعة مدينة مؤقتة لحكومة مدينة ما بعد الحرب لجميع قطاعات برلين حتى سبتمبر 1948. بعد ذلك الوقت، كان يضم فقط تلك الموجودة في القطاع السوفيتي. روتس راتوس الذي أعيد بناؤه، ثم كان يقع في القطاع السوفياتي، خدم كقاعة مدينة برلين الشرقية، في حين كان راتوس شونبيرج هو مبنى بلدية برلين الغربية. بعد إعادة توحيد ألمانيا، انتقلت إدارة برلين المعاد توحيدها رسميًا إلى Rotes Rathaus في 1 أكتوبر 1991. 

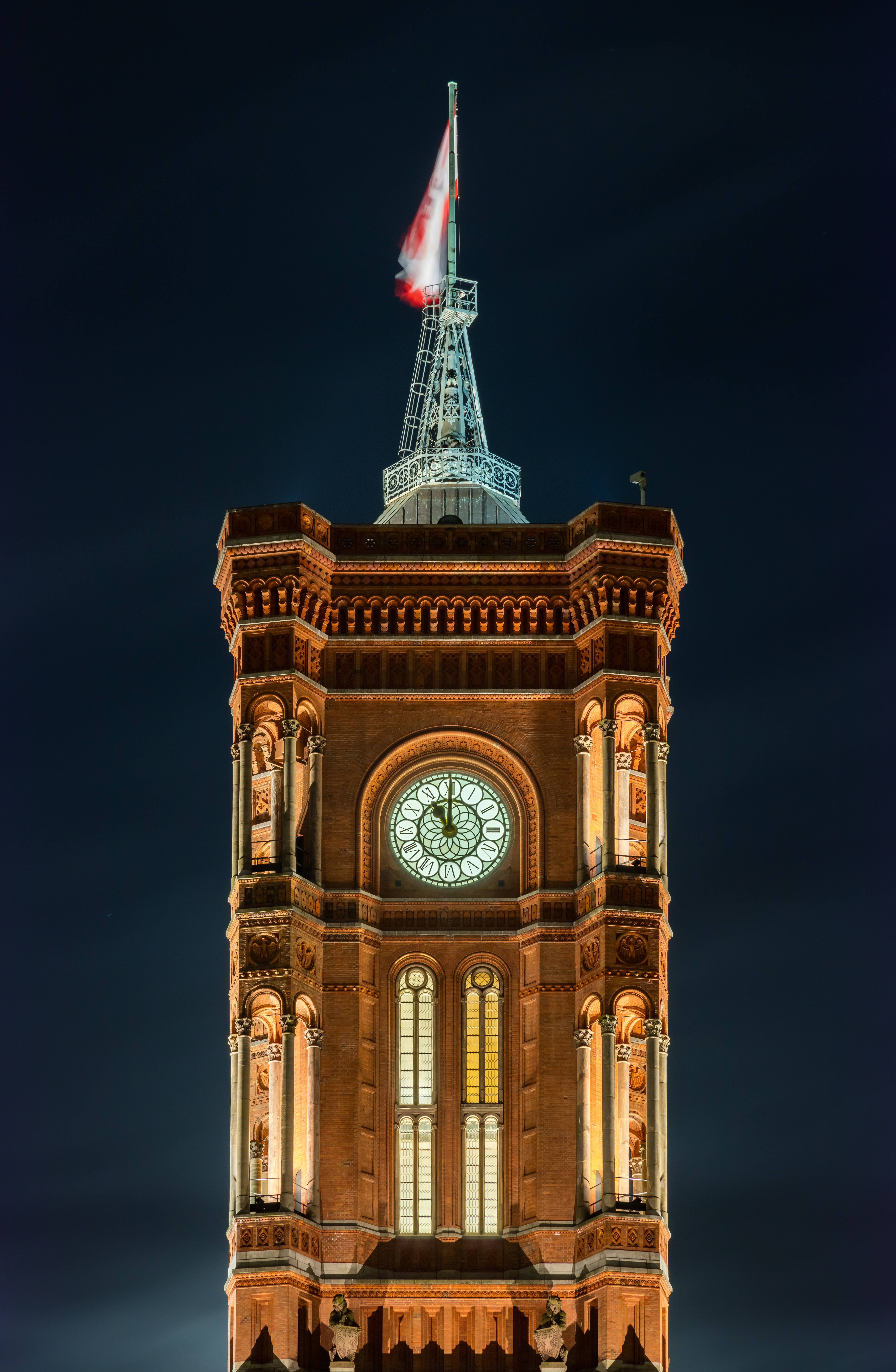
برج وساعة روتس راتهاوس
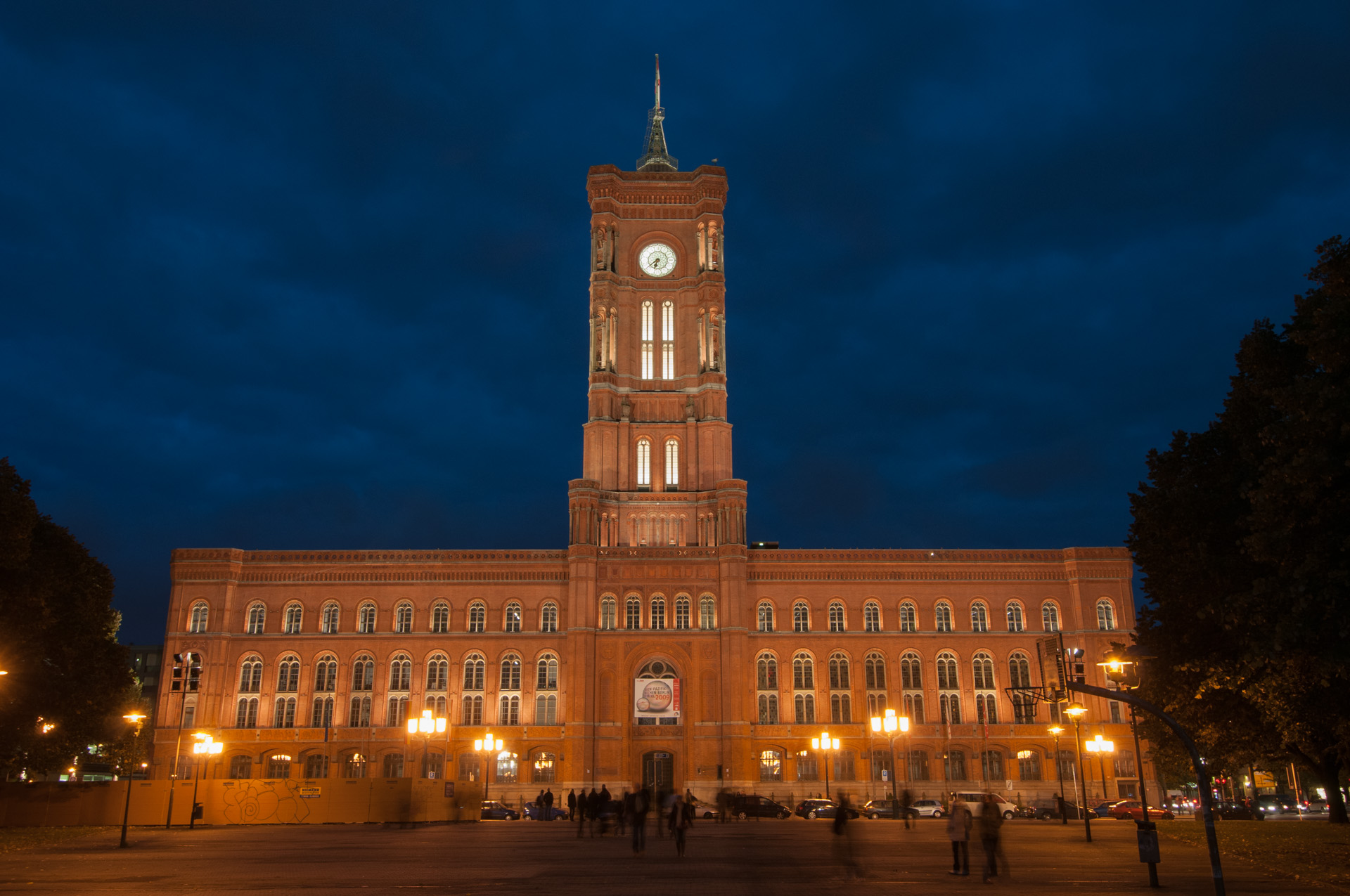
يستدير راتوس في الليل
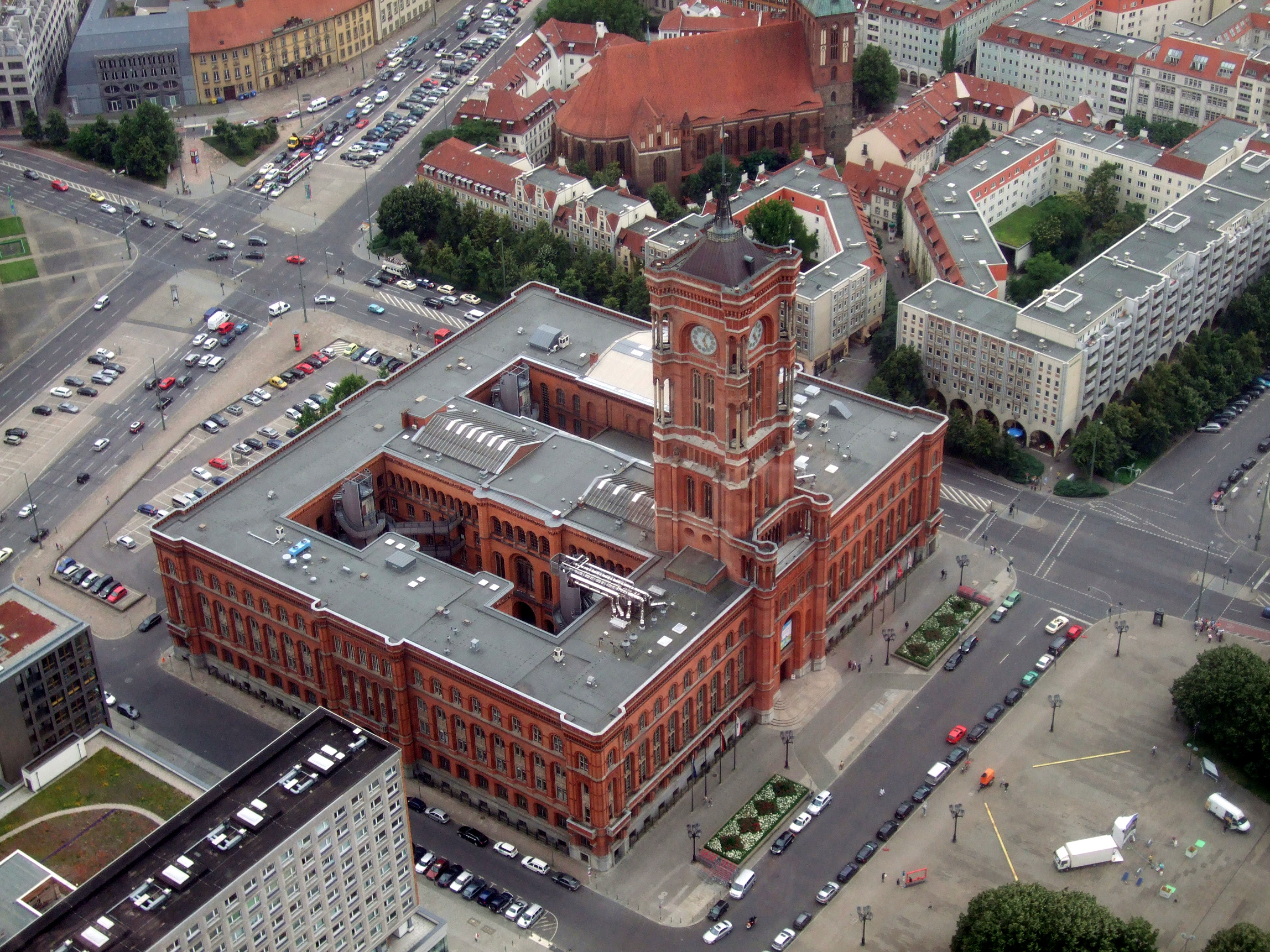
ينظر إليها من برج برلين
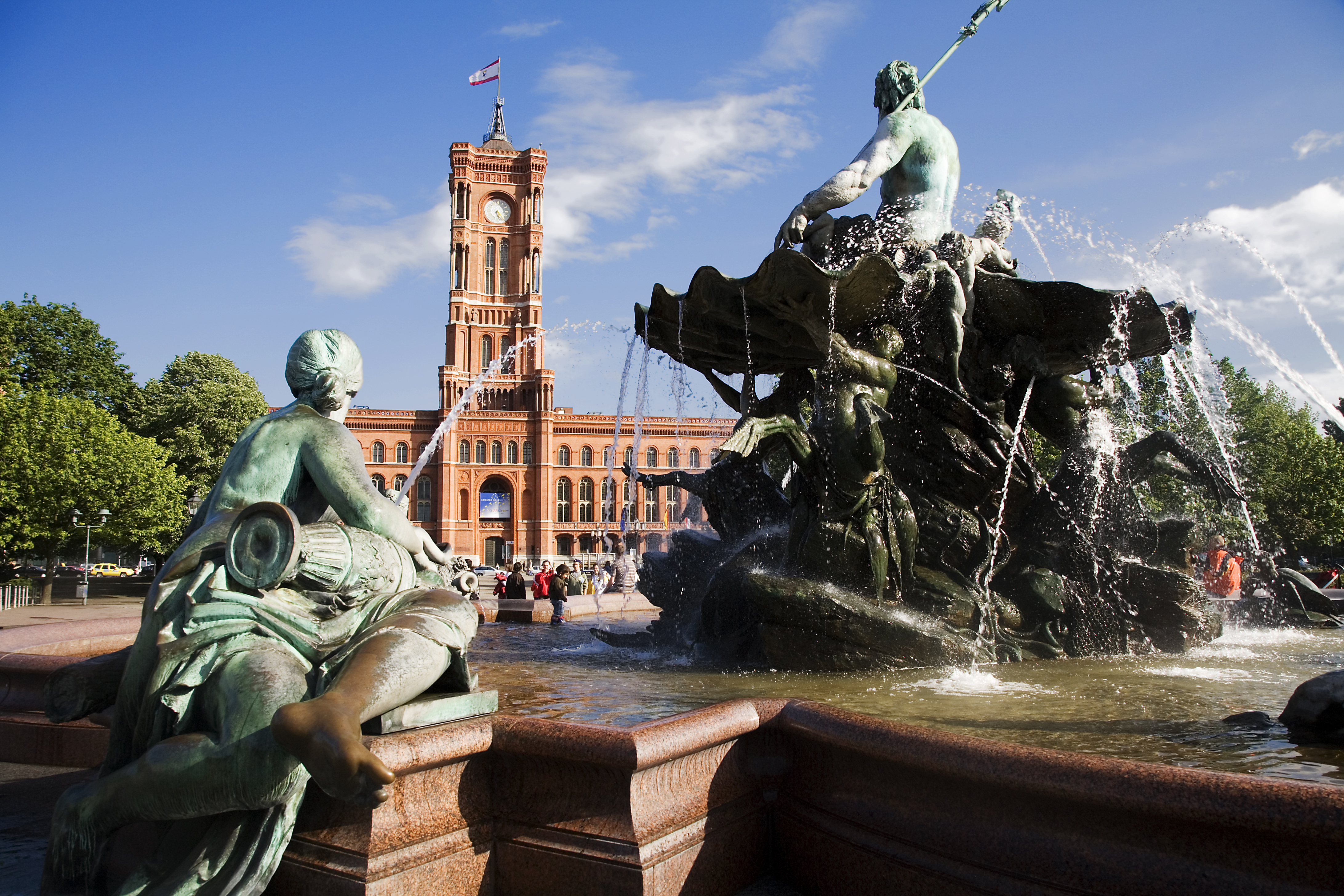
روتس راتوس ونبتونبرونين
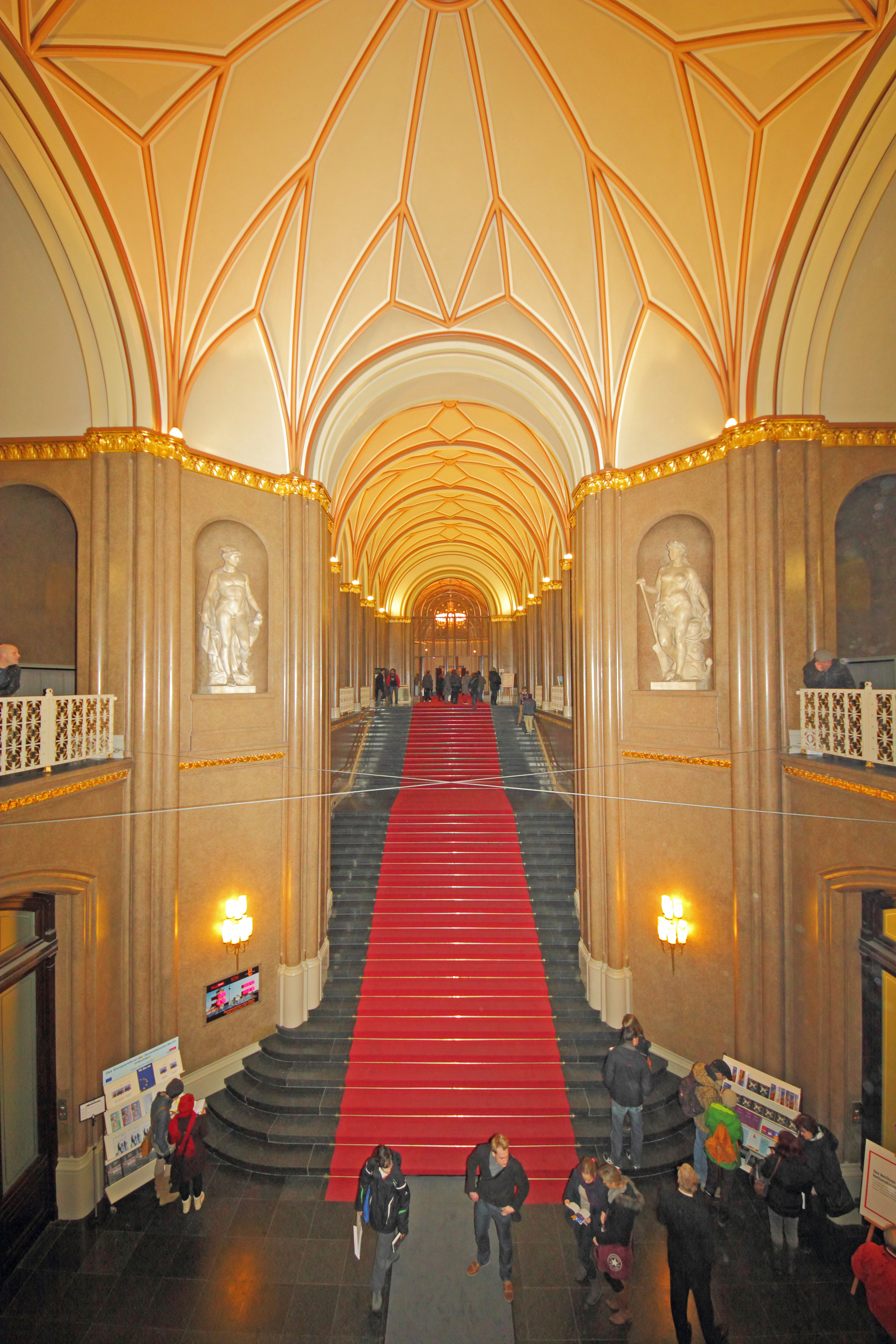
قاعة مدخل فندق Rathaus
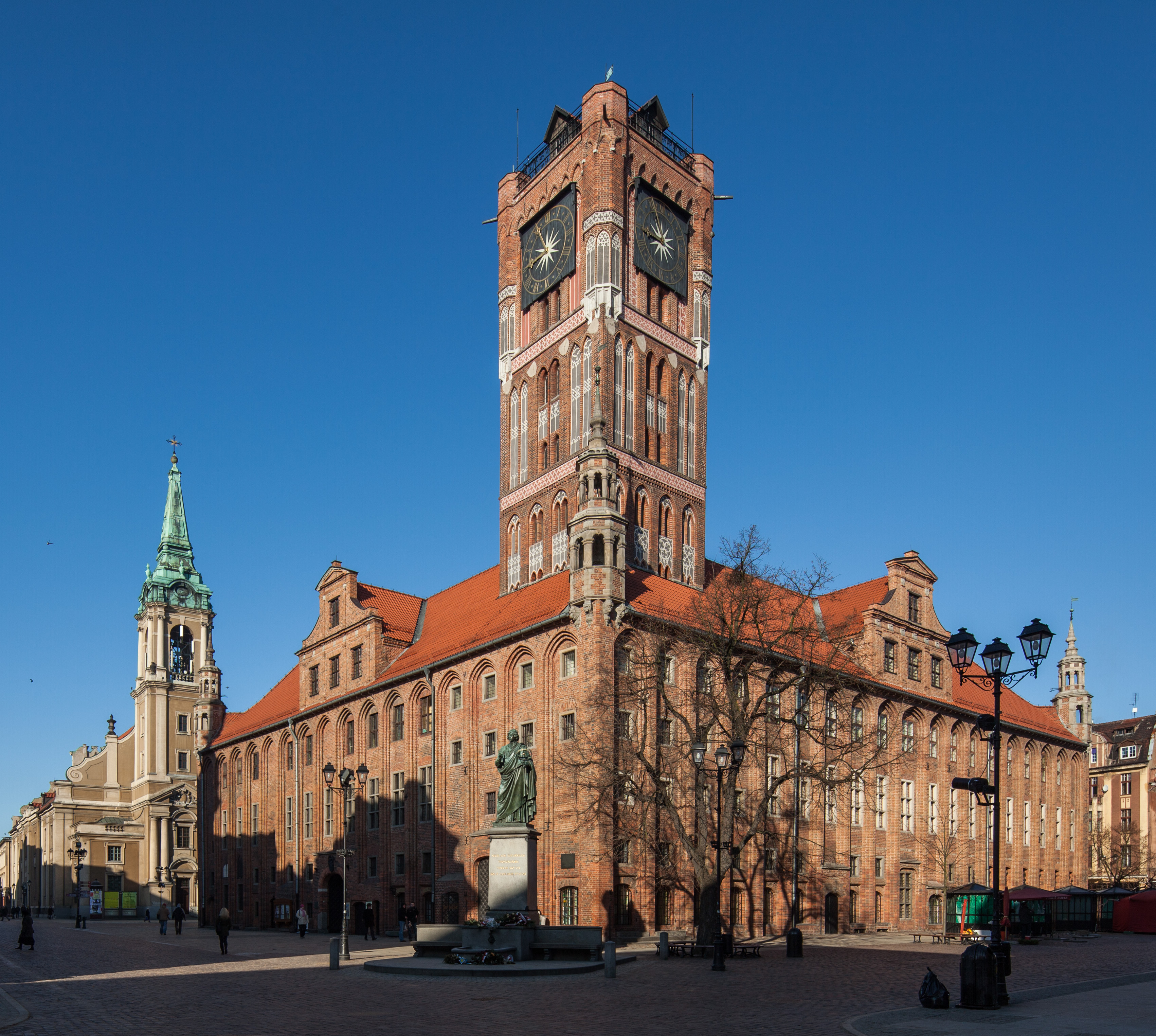
قاعة مدينة Toru، ، إلهام لـ Rotes Rathaus

## روابط خارجية
- ميزة CityMayors
- قاعة المدينة الحمراء بزاوية 360 درجة